# Régiment des pupilles de la garde impériale
Le régiment des pupilles de la garde impériale est un régiment de la Grande Armée des guerres napoléoniennes. Il fait partie de la garde impériale et est l'une des neufs unités de la Jeune Garde.

## Histoire
Créé le 30 août 1811 avec les vélites royaux hollandais, le régiment des pupilles de la garde compta jusqu'à neuf bataillons. En 1813, il n'en existait plus que deux, les autres étant entrés dans la composition des régiments de la Jeune Garde : tirailleurs ou voltigeurs. En mars 1811 naît un héritier à l'empereur Napoléon qui prend la décision de lui donner une garde « en harmonie avec son âge ».
Le décret du 20 mars 1811 ordonne la création d'un régiment à deux bataillons de six compagnies chacun, portant le nom de « Pupilles de la Garde ». Ils sont appelés « Garde du Roi de Rome » en rappel du titre attribué au fils de Napoléon. Il est prévu que ce dernier devienne le colonel-commandant de l'unité dès l'âge venu pour lui d'en assumer les fonctions. Les sous-officiers viennent tous de la Garde impériale et les officiers, dont la plupart proviennent de l'école militaire de Saint-Cyr, sont tous nommés par Napoléon lui-même, sur proposition de son ministre de la Guerre.
Si les premières recrues viennent du régiment dit des petits hollandais, les autres doivent être fils ou neveu d'un soldat tué au combat, savoir lire et écrire, mesurer au moins cinq pieds (1,5 m) et avoir plus de dix ans et moins de seize. Vu l'âge des soldats, toute une série de règlements spécifiques à la formation sont applicables au moment ou les pupilles entrent en campagne. Il n'y a pas de compagnie de grenadiers dans le régiment. Par contre, le régiment des pupilles possède un sous-intendant, une musique, des fifres, des tambours, un tambour-major et des sapeurs. Si l'Empereur ne donne pas tout de suite d'aigle au régiment ― « il faut le gagner sur le champ de bataille » ―, il leur autorise un guidon aux couleurs nationales. Le régiment compte très vite 4 000 hommes puis 8 000 fantassins répartis en neuf bataillons. Le régiment fait partie de la Jeune Garde, mais est placé sur le même pied que les régiments de la ligne, bien que la solde soit plus haute.

## Uniforme
Le shako est celui des tirailleurs, mais le cordon natté et ses attributs sont verts. Le pompon en boule est jaune.
Jusqu'en 1812, l'habit-veste blanc en grande tenue permet, à l'aide de ses revers de couleur, de distinguer les différents bataillons. La formation est ensuite habillée d'un habit-veste de même modèle que celui des tirailleurs, mais à la couleur de fond verte. Les revers sont carrés et droits, le collet et les parements en pointe sont verts liserés de jaune. Les poches, simulées sont liserées, elles aussi de jaune. Comme chez les flanqueurs, dans les plis de taille, on trouve les habituelles pattes d'oie en drap vert, liserées de jaune.
La veste et la culotte, à grand pont, sont de drap blanc. Les guêtres courtes « en bottes » sont de tricot noir et ferment par de petits boutons en cuivre. L'équipement est celui des tirailleurs et les pupilles sont armés du fusil d'infanterie à garniture en fer. Ils ne sont pas armés du sabre briquet. Les sapeurs portent parfois le colback, bien que le bonnet à poils soit théoriquement prescrit. Les musiciens, après 1812, portent l'uniforme à la livrée impériale.

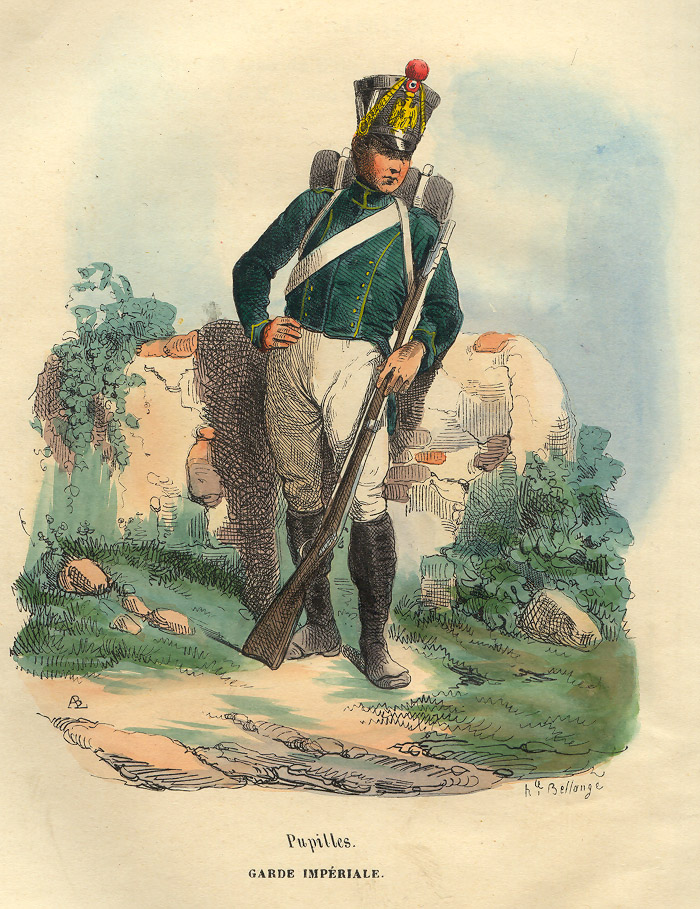
Pupilles de la garde après 1812.
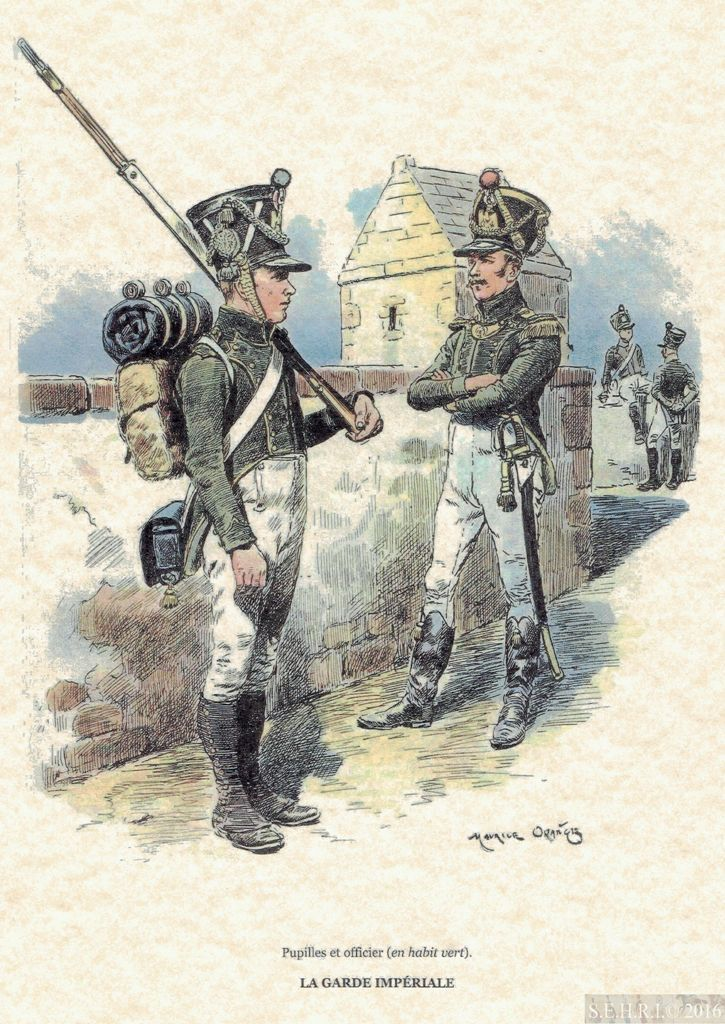
Pupilles de la garde en 1813.
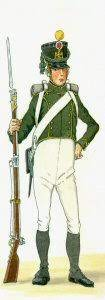
Pupille de la garde lors des Cent-Jours en 1815.